# Denis Mesples
 Denis Mesples , né le 21 mai 1963 à Desertines, est un cavalier professionnel français.

## Palmarès

### Jeux olympiques
- Qualifié avec Oregon de la Vigne pour les Jeux Olympiques de Londres 2012

### Championnats de France
- Vice-champion de France de concours complet avec Vanpire en 1997[2]
- Vice-champion de France de concours complet avec Vanpire en 1998[2]
- Champion de France de concours complet avec Vanpire en 2000[2].
- Champion de France de concours complet avec Vanpire en 2001[2]